# Zumpango (comune)
Zumpango (Ngodo in otomí) è uno dei 125 comuni dello stato del Messico. Il comune confina a nord-ovest con Tequixquiac, a sud con Jaltenco, Nextlalpan, Tecámac e Teoloyucan, ad est con Hueypoxtla, Tizayuca e con lo Stato di Hidalgo, e a ovest con Huehuetoca e Melchor Ocampo. Zumpango de Ocampo è il centro principale del comune. Il nome deriva dalla parola azteca "tzompanco", che significa "luogo del muro di teschi".

## Geografia fisica

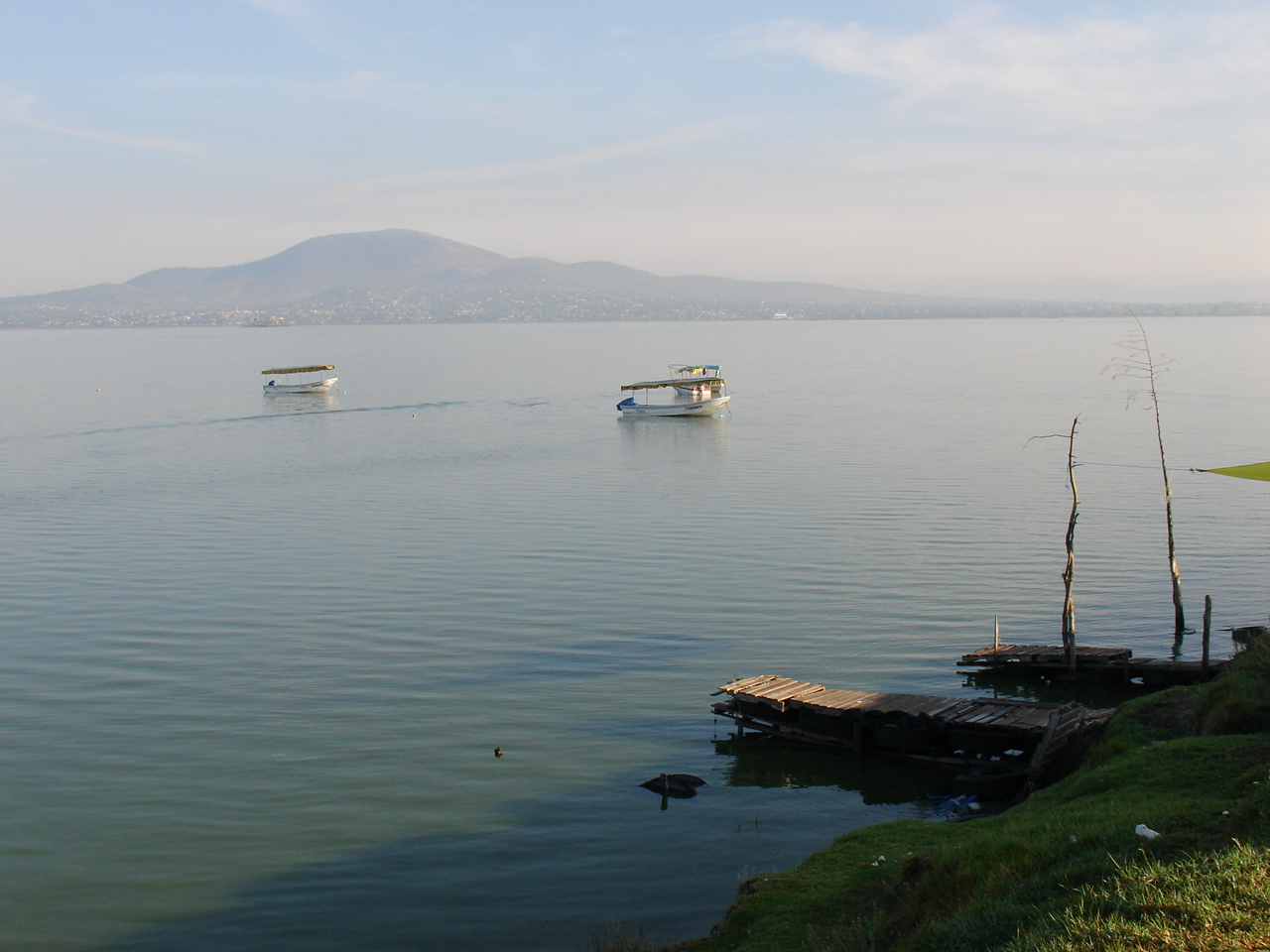
Lago di Zumpango